# Ектор Нуньєс
Ектор Нуньєс (ісп. Héctor Núñez, 8 травня 1936, Монтевідео — 19 грудня 2011, Мадрид) — уругвайський футболіст, що грав на позиції нападника. По завершенні ігрової кар'єри — тренер.

## Клубна кар'єра
У дорослому футболі дебютував 1954 року виступами за команду клубу «Насьйональ», в якій провів п'ять сезонів. За цей час тричі виборював титул чемпіона Уругваю.
З 1957 по 1959 рік залучався до матчів національної збірної. Всього провів сім поєдинків, у тому числі два — на кубку Америки 1959.
Своєю грою привернув увагу представників тренерського штабу «Валенсії», до складу якої приєднався 1959 року. З його появою в іспанській команді побудувався потужний атакувальний трикутник, де його партнерами були Вісенте Гільот і Вальдо Машадо. За шість сезонів у валенсійському клубі провів 123 лігових матча, забив 40 голів. У цей час «Валенсія» двічі здобувала кубок ярмарків. В обох фінальних серіях Єктор Нуньєс вражав ворота суперників — іспанської «Барселони» і югославського «Динамо» (Загреб).
Останній сезон у Прімері відіграв у складі «Мальорки». Всього в іспанській еліті провів 152 матчі, забив 46 голів. Два останні сезони ігрової кар'єри провів у команді другого дивізіону «Леванте». Завершив виступи на футбольних полях 1968 року.

## Кар'єра тренера
Через три роки розпочав тренерську кар'єру. Очолював клуби «Реал Вальядолід», «Атлетіко», «Гранада», «Лас-Пальмас», «Райо Вальєкано», «Валенсія» (усі — Іспанія), мексиканський «Естудіантес Текос», «Аль-Наср» (Ер-Ріяд, Саудівська Аравія) і уругвайські «Насьйональ» та «Такуарембо». На чолі «Насьйоналя» здобув перемоги у кубку Рекопа і Міжамериканському кубку 1989 року.
У 1992 році був головним тренером збірної Коста-Рики. З 1994 по 1997 рік працював на чолі збірної Уругваю. В 1995 році команда уругвайців перемогла н кубку Америки. Того ж року Єктор Нуньєс був визнаний найкращим футбольним наставником у Південній Америці. Завершив тренерську діяльність у 2007 році.
Помер 19 грудня 2011 року на 76-му році життя у місті Мадрид.

## Досягнення

### Як гравця
- Чемпіон Уругваю: 1955, 1956, 1957
- Володар Кубка ярмарків: 1962, 1963

### Як тренера
- Володар Кубка Америки: 1995
- Переможець Рекопи Південної Америки: 1989
- Футбольний тренер року в Південній Америці: 1995